# Kaddargi, Chitapur
Kaddargi là một làng thuộc tehsil Chitapur, huyện Gulbarga, bang Karnataka, Ấn Độ.